# 2-ге Тукатово
2-ге Тука́тово (рос. 2-е Тукатово, башк. 2-се Түкәт) — присілок у складі Кугарчинського району Башкортостану, Росія. Входить до складу Нукаєвської сільської ради.
Населення — 19 осіб (2010; 31 в 2002).
Національний склад:
- башкири — 97%